# Weiss Miksa
Weiss Miksa, nemzetközileg ismert nevén Max Weiss (Szered, 1857. július 21. – Bécs. 1927. március 14.) magyarországi születésű osztrák sakkozó volt, pályafutása csúcsán a világ egyik legjobbja. Sakkszakíró.
Az elérhető forrásokból nem világos, hogy a Weiss család az osztrák birodalom mely etnikumához tartozónak vallotta magát, mindenesetre zsidó vallásúak voltak.

## Sakkplyafutása
Sakkozni 12 éves korában tanult meg. Apja, Zsigmond, még szeredi kiskereskedő korában ismert alakja volt a bécsi sakk-kávéházaknak. Később Bécsbe költöztek, és a gimnázium felső osztályait már ott végezte, majd a bécsi egyetemen pár féléven át matematikát és fizikát tanult, de a tanulmányait nem fejezte be. Később tanította is ezeket a tárgyakat. Közel 40 évig, haláláig a bécsi Salomon Mayer von Rothschild bankház tisztviselője volt.
Játékereje az 1880-as években meredeken emelkedett. 1880-ban, a II. osztrák nemzeti versenyen, Grazban 3. díjas. Ezzel mutatkozott be a nagy nyilvánosság előtt. Az 1882. évi bécsi nagy tornán találkozott először a nemzetközi élvonallal s 10. lett. Az 1885. évi hamburgi versenyen 2–6. díjas, Blackburne, Tarrasch, Mason és Englisch társaságában. A győztes Gunsberg Izidor mögött csak fél ponttal maradtak le. Az 1887. évi majna–frankfurti versenyen az angol–amerikai Mackenzie mögött második, – Blackburne-nel holtversenyben. A vert mezőnyben ott volt az akkori sakkvilág minden nagysága, Steinitz és Csigorin kivételével. Az 1888. évi bradfordi versenyen 6–7. lett, ismét Blackburne-nel együtt.
Az 1889. március 25–május 25. közt lefolyt, 20-résztvevős, kétfordulós New York-i versenyen érte el legnagyobb eredményét. Csigorinnal együtt, holtversenyben lett első. Az első díjért négy játszmás páros mérkőzést vívtak, mind a négy döntetlenül végződött. Ezt követően kisebb jelentőségű versenyeken vett részt. Utolsó versenye 1896-ban, Bécsben volt, ahol még első tudott lenni a feltörő fiatalság képviselői, Marco és Schlechter előtt. Azt látta, hogy Steinitzzel és Laskerral nem bír, elérte azt, amit elérhetett.
Nemcsak sakkozott, szervezett is. 1886–1899 között a Wiener Schachgesellschaft titkára volt, majd az 1897-ben megalakított Wiener Schachklub igazgatótanácsi tagja lett.
A Chessmetrics historikus pontszámításai alapján 1887 augusztusa és 1890 júniusa közt nyolcszor is harmadik volt a havi világranglistán (Wilhelm Steinitz és Joseph Blackburne mögött), és ez volt a legjobb helyezése.

## Játékának jellemzője
Weiss játékát – egykorú vélemények szerint – „rendíthetetlen nyugalom és nyugodt megfontoltság” jellemezte. így nyilatkozott róla Marco és Mieses is. Lasker dr. többször írt Weiss „vaslogikájáról“. Tartakover pedig azzal dicsérte egyszer az ifjú Flohrt, hogy játéka a híres – Weiss-féle – hasznos és pontos játékra emlékeztet.

## Versenyeredményeinek kronológiája
- 1880 – Grazban Adolf Schwarzcal és Johannes von Minckwitzcel holtversenyben az első helyen végzett egy versenyen.
- 1882 – Bécsben a tizedik lett, két játszmát nyerve Johannes Zukertort ellen és döntetlent érve el a későbbi világbajnok Wilhelm Steinitz ellen.
- 1883 – Nürnbergben a tizedik.
- 1885 – Hamburgban Berthold Englischsel és Siegbert Tarraschsal a második.
- 1887 – Frankfurt am Mainban Joseph Henry Blackburne-nel együtt 2-3.
- 1888 – Bradfordban Blackburne-nel együtt a hatodik.
- 1889 – New Yorkban (6. Amerikai Sakk Kongresszus) egy nagyon erős versenyen 24 győzelemmel, négy vereséggel és 20 döntetlennel Mihail Csigorinnal együtt az első, maga után utasítva Gunsberg Izidort és Blackburne-t.
- 1889 – Breslauban a harmadik.
- 1890 – Bécsben győz, Johann Bauer és Englisch előtt.

Az 1889-es New York-i versenyt azért szerveztek, hogy kihívót találjanak a világbajnok Steinitznek, de sem Weiss, sem Csigorin nem kívánt címmérkőzést Steinitz ellen. Weiss a New York-i viadal után valójában fel is hagyott a nemzetközi versengéssel, bár Bécsben még játszott néhány versenyen. 1895-ben páros mérkőzésen legyőzte Georg Marcót 5,5–1,5 arányban (+5 −1 =1), az 1895-96-os téli tornán pedig Carl Schlechterrel holtversenyben győzött.
Körülbelül ebben az időben kezdte egy bécsi sakkiskola megalapításának előkészületeit.
Weiss sakkszakíró is volt, de munkái kevéssé lettek maradandóak. Ezek: 
- Caissa Bambergensis (Bamberg 1902)
- Schachmeister-Streiche (Mühlhausen, kb. 1914)[5]
- Kleines Schachlehrbuch (Mühlhausen 1920)